# Jean-Luc Rougé
Jean-Luc Rougé (Clichy, 30 de mayo de 1949) es un deportista francés que compitió en judo. Ganó tres medallas en el Campeonato Mundial de Judo en los años 1975 y 1979, y siete medallas en el Campeonato Europeo de Judo entre los años 1973 y 1980.
Participó en dos Juegos Olímpicos de Verano en los años 1976 y 1980, su mejor actuación fue un quinto puesto logrado en Montreal 1976 en la categoría abierta.

## Palmarés internacional
| Campeonato Mundial | Campeonato Mundial   | Campeonato Mundial | Campeonato Mundial |
| Año                | Lugar                | Medalla            | Categoría          |
| ------------------ | -------------------- | ------------------ | ------------------ |
| 1975               | Viena (Austria)      | Medalla de oro     | –93 kg             |
| 1979               | París (Francia)      | Medalla de plata   | +95 kg             |
| 1979               | París (Francia)      | Medalla de bronce  | Abierta            |
| Campeonato Europeo |                      |                    |                    |
| Año                | Lugar                | Medalla            | Categoría          |
| 1973               | Madrid (España)      | Medalla de oro     | –93 kg             |
| 1975               | Lyon (Francia)       | Medalla de plata   | –93 kg             |
| 1977               | Ludwigshafen (RFA)   | Medalla de oro     | +95 kg             |
| 1978               | Helsinki (Finlandia) | Medalla de plata   | Abierta            |
| 1978               | Helsinki (Finlandia) | Medalla de bronce  | +95 kg             |
| 1979               | Bruselas (Bélgica)   | Medalla de oro     | +95 kg             |
| 1980               | Viena (Austria)      | Medalla de oro     | –95 kg             |